# 魏象枢
魏象枢（1617年—1687年），字環極，一作環溪，号庸斋，又号昆林，晚号寒松老人，山西蔚州（今河北省蔚縣）人。清初大臣，学者。

## 生平
明崇祯十五年（1642年）壬午科山西鄉試举人，清順治三年（1646年）丙戌科進士，选庶吉士，歷官刑科给事中、工科右给事中、刑科左给事中、吏科都给事中，官至左都御史，刑部尚书。以清廉直諫名動一時，“自公卿大夫以至窮閭委巷，有識之人莫不樂道其行事而慨然嘆慕其為人”，史家譽為“清初直臣之冠”。順治十年三月，建議實行京察。順治十一年（1654年），因陈名夏案牵连，辞官，讲学於愿学堂，“从此海内仰而望之，千载后想而像之”。
康熙十一年（1672年），再任言官，康熙十七年（1678年），61歲時升任都察院左都御史，上《申明宪纲等事》疏，曰：“国家之根本在百姓，百姓之安危在督抚，故督抚廉则物阜民安，督抚贪则民穷财尽”。康熙十八年（1679年）七月，上疏彈劾索額圖受賄徇私。三藩之亂期間對清廷後勤補給多所建樹。康熙二十六年（1687年）卒，享年七十一歲。諡敏果。

## 著作
工書法，尤長於行書。治学主张经世致用，屬理學派。死後其子整理其稿，編有《寒松堂集》十二卷。

## 家族
祖父魏九经，父魏卿，孝义闻乡国，为新城主簿。
子三人：魏學誠，壬戌进士，内阁试办事中书舍人。学谦、学谧，俱庠生。